# 米羅斯洛韋什蒂鄉
47°09′N 26°39′E / 47.150°N 26.650°E
米羅斯洛韋什蒂鄉（羅馬尼亞語：Comuna Miroslovești, Iași），是羅馬尼亞的鄉份，位於該國東北部，由雅西縣負責管轄，面積50平方公里，海拔高度279米，2007年人口4,848，人口密度每平方公里97人。